# Cachoeiro de Itapemirim

Cachoeiro de Itapemirim este un oraș în unitatea federativă Espírito Santo (ES) din Brazilia. Cachoeiro de Itapemirim este un centru comercial situat pe malurile fluviului Itapemirim.